# Aiteta musculina
Aiteta musculina är en fjärilsart som beskrevs av Walker 1856. Aiteta musculina ingår i släktet Aiteta och familjen trågspinnare. Inga underarter finns listade i Catalogue of Life.